# The Distance
The Distance är ett musikalbum av Bob Seger and the Silver Bullet Band som lanserades i december 1982. Albumet resulterade i tre hitsinglar, "Even Now", "Roll Me Away" och "Shame on the Moon". Den sistnämnda blev den största framgången med en andraplats på Billboard Hot 100-listan, bara slagen av Michael Jacksons "Billie Jean". Låten var albumets enda cover.

## Låtlista
(alla spår skrivna av Bob Seger utom spår 4, skrivet av Rodney Crowell)
1. "Even Now" - 4:31
2. "Makin' Thunderbirds" - 2:58
3. "Boomtown Blues" - 3:38
4. "Shame on the Moon" - 4:55
5. "Love's the Last to Know" - 4:26
6. "Roll Me Away" - 4:39
7. "House Behind a House" - 4:00
8. "Comin' Home" - 6:06
9. "Little Victories" - 5:52

## Listplaceringar
- Billboard 200, USA: #5[1]
- UK Albums Chart, Storbritannien: #45[2]
- RPM, Kanada: #5[3]
- Nederländerna: #33[4]
- Österrike: #19[5]
- VG-lista, Norge: #4[6]
- Topplistan, Sverige: #19[7]